# Juan Manuel Santos

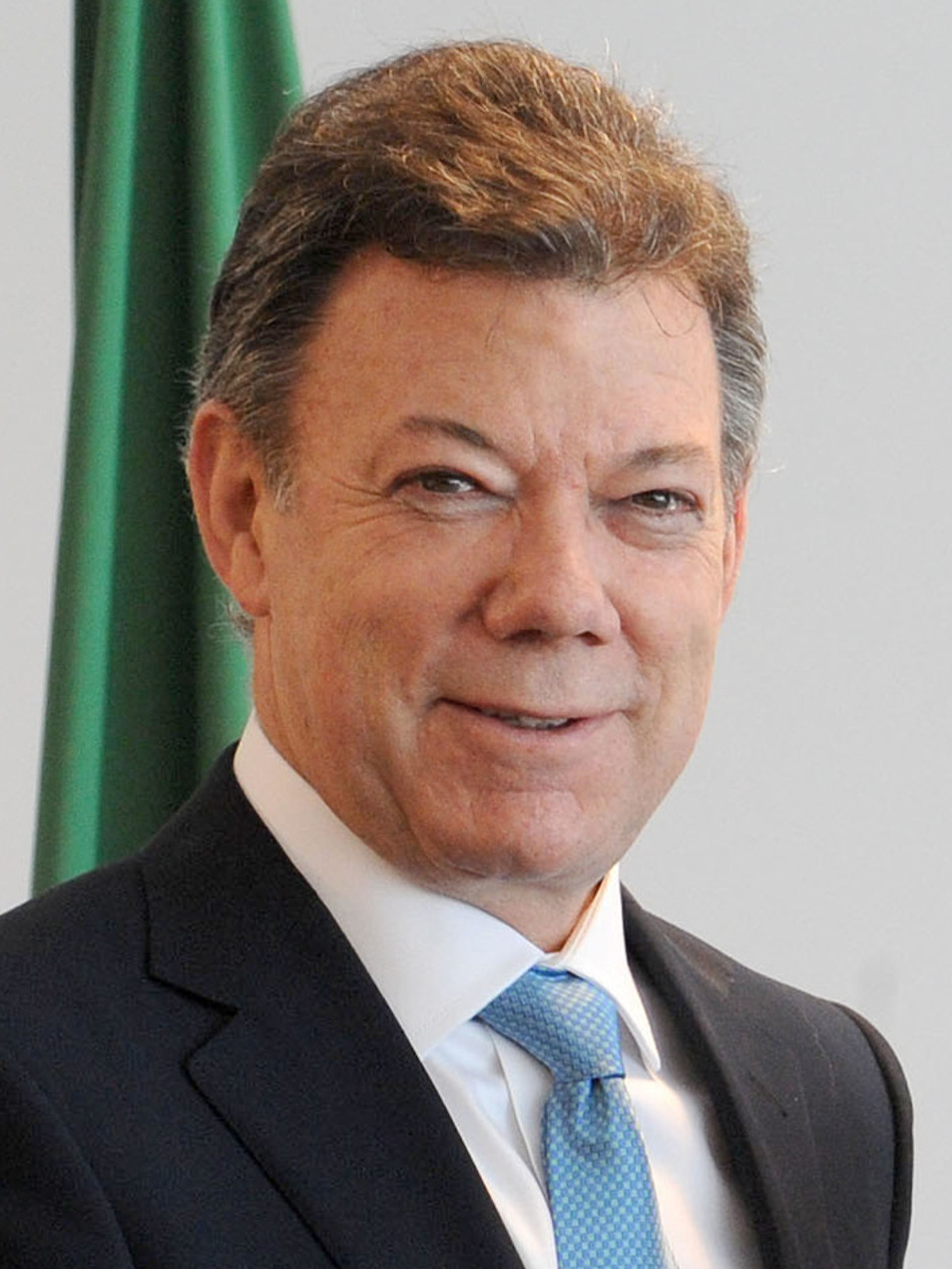
Juan Manuel Santos (2010)

Juan Manuel Santos Calderón (* 10. August 1951 in Bogotá) ist ein kolumbianischer Politiker des Partido Social de Unidad Nacional, kurz Partido de la U, den er als Mitbegründer initiierte. Er war vom 7. August 2010 bis 6. August 2018 der Präsident von Kolumbien. Vorher hatte Santos zahlreiche Ämter inne; ab 2006 war er Verteidigungsminister. Für seine Bemühungen um den Friedensprozess in Kolumbien erhielt er 2016 den Friedensnobelpreis.

## Leben

### Familie
Juan Manuel Santos wurde in eine einflussreiche politische Familie hineingeboren. Sein Großonkel Eduardo Santos war von 1938 bis 1942 Präsident Kolumbiens sowie Inhaber der Zeitung El Tiempo. Juans Vater Enrique Santos war mehr als 50 Jahre lang Herausgeber dieser Zeitung; Juans Cousin Francisco Santos war als Vizepräsident Stellvertreter seines Vorgängers Álvaro Uribe im Präsidentenamt.

### Jugend
Santos wuchs in Bogotá auf und besuchte das Colegio San Carlos. Den Schulabschluss erlangte er als Seekadett an der Marine-Akademie in Cartagena. Anschließend studierte er Wirtschaftswissenschaften an der University of Kansas in den Vereinigten Staaten und machte einen Abschluss. An der britischen London School of Economics erhielt er einen Master in Volkswirtschaftslehre, in den USA an der Harvard Extension School einen weiteren in Betriebswirtschaft und Journalismus sowie in Jura und Diplomatie an der Fletcher School of Law and Diplomacy.

## Karriere
Juan Manuel Santos war Hauptgeschäftsführer der kolumbianischen Kaffee-Delegation der Internationalen Kaffeeorganisation in London, Manager bei der größten Tageszeitung Kolumbiens El Tiempo, sowie Kolumnist für insgesamt andere 14 Tageszeitungen. Unter der Regierung César Gaviria war er 1991 Minister für Außenhandel. 1992 begann seine vierjährige Amtszeit als Vorsitzender der VII. Konferenz der Vereinten Nationen für Handel und Entwicklung. 1999 wurde er zum Präsidenten der Wirtschaftskommission für Lateinamerika und die Karibik (ECLAC) ernannt und 2000 wurde er Finanzminister Kolumbiens. Von 2001 bis 2002 fungierte er als Direktor der Corporación Andina de Fomento (CAF).
Seit September 1994 leitet Santos die Good Government Foundation, die eine entmilitarisierte Zone vorschlug, um Friedensgespräche mit der FARC-Guerilla zu ermöglichen. Nach Aussage des inhaftierten ehemaligen Kommandanten der AUC, Salvatore Mancuso, war Santos aktiv am Aufbau paramilitärischer Verbände beteiligt.
Um die Präsidentschaft Álvaro Uribes zu unterstützen, gründete er die Partido Social de Unidad Nacional (Partido de la U). Als Verteidigungsminister seines Landes versetzte er ab 2006, während seiner Amtszeit, den FARC-Rebellen eine Reihe von Schlägen, darunter die Befreiung Fernando Araújo Perdomos und den Tod Raúl Reyes’ bei einem auf dem Staatsgebiet Ecuadors verübten Luftangriffs in 2008 sowie die unblutige Befreiung der ehemaligen Präsidentschaftskandidatin Íngrid Betancourt und 14 weiterer Geiseln. Wegen des Luftangriffs auf ein Lager der FARC in Ecuador kam es zu starken diplomatischen Spannungen zwischen Kolumbien und den Nachbarstaaten Ecuador und Venezuela sowie deren Verbündeten. Die ecuadorianische Justiz erließ Haftbefehl gegen Santos und stellte einen Antrag auf Auslieferung. Ihm wurde mehrfacher Mord und Angriff gegen die innere Sicherheit Ecuadors vorgeworfen. In einer Fernsehdiskussion wollte Santos damals nicht ausschließen, derlei Aktionen auch in Zukunft auf venezolanisches oder ecuadorianisches Staatsgebiet zu befehlen.
Massive internationale Kritik löste auch der Skandal um die sogenannten Falsos Positivos („falsche gefallene Guerilleros“) aus. Auf jeden Guerilla-Kämpfer, egal ob tot oder lebendig gefangen genommen, ist einer geheimen Armeedirektive zufolge ein Kopfgeld von umgerechnet 1300 Euro ausgesetzt. Dies führte dazu, dass bis zu 3000 Unschuldige ermordet und als gefallene Guerilla-Kämpfer ausgegeben wurden, indem man ihnen beispielsweise einfach FARC-Uniformen angezogen hatte.
Im Jahr 2009 trat Santos vom Amt des Verteidigungsministers zurück und erklärte, als Präsident zu kandidieren, falls Uribe keine dritte Amtszeit anstreben würde. Bei den Präsidentschaftswahlen am 30. Mai 2010 erreichte er im ersten Wahlgang mit 46,6 Prozent der Stimmen fast die absolute Mehrheit. Er musste sich am 20. Juni einer Stichwahl gegen seinen grünen Herausforderer Antanas Mockus stellen, der auf 21,5 Prozent der Stimmen kam. Santos hatte im Wahlkampf angekündigt, die Politik Uribes und insbesondere den Kampf gegen die FARC unvermindert fortzusetzen. Beim zweiten Wahlgang betrug die Beteiligung unter 40 Prozent und eine dreiviertel Million der Wähler stimmten ungültig. Santos konnte den zweiten Wahlgang klar für sich entscheiden und erreichte rund 69 Prozent der Stimmen. Seit dem 7. August 2010 war er amtierender Präsident Kolumbiens. Am 15. Juni 2014 wurde Santos mit 50,9 Prozent der Stimmen in einer Stichwahl im Amt bestätigt. Sein Herausforderer Óscar Iván Zuluaga erhielt 45,1 %.

## Präsidentschaft
Obwohl Santos als Verteidigungsminister und später als Präsidentschaftskandidat als Hardliner galt, schlug er zu Beginn seiner Regierungszeit im Gegensatz zu seinem Vorgänger Uribe deutlich moderatere Töne zu den Regierungen seiner Nachbarländer an. Mit Ecuador, auf dessen Territorium 2008 ein von Santos als Verteidigungsminister befohlener Luftangriff auf ein FARC-Camp stattfand, wurden die diplomatischen Beziehungen rasch wieder aufgenommen. Auch die Beziehungen zu Venezuelas Staatschef Hugo Chávez entspannten sich deutlich.
Ebenso zeigte Santos versöhnliche Gesten gegenüber Chavez’ Nachfolger Nicolás Maduro.
Am 26. September 2016 unterzeichneten Präsident Santos für die Regierung sowie Timoleón Jiménez für die FARC in Cartagena ein Friedensabkommen, das durch die Vermittlung der Unterhändler Humberto de La Calle und Sergio Jaramillo Caro zustande kam. Am 2. Oktober 2016 sprach sich allerdings eine hauchdünne Mehrheit der Kolumbianer (50,2 %) in einem Referendum gegen diesen Vertrag aus und bereitete so ihrem Präsidenten eine herbe politische Niederlage. Am 7. Oktober 2016 wurde Santos der Friedensnobelpreis zuerkannt. Die Entscheidung des Nobel-Komitees verstand man als Unterstützung in der schwierigen innerpolitischen Lage. Santos kündigte wenige Tage später an, das Preisgeld – etwa 830.000 Euro – den Betroffenen eines früheren Konflikts in Kolumbien mit 79 Toten zu spenden. Mit dem Geld sollten Projekte und Stiftungen unterstützt werden, die sich um die Opfer des jahrzehntelangen Konflikts mit der Guerilla kümmerte und für Aussöhnung einsetzte.
Im November 2016 einigten sich die Regierung und die FARC-Rebellen auf einen neuen Friedensvertrag, dessen ursprünglicher Text um Vorschläge verschiedener gesellschaftlicher Gruppen verändert und präzisiert wurde. Auch traf sich Santos mit Amtsvorgänger Álvaro Uribe, der einer der größten Kritiker des Vertrags gewesen war. Uribe hatte u. a. gefordert, FARC-Mitglieder zu bestrafen, die sich Kriegsverbrechen schuldig gemacht haben, und sie von Wahlämtern auszuschließen. Am 29. November 2016 passierte das Abkommen den kolumbianischen Senat, einen Tag später wurde er auch vom Repräsentantenhaus gebilligt und trat damit in Kraft. Die Partei Centro Democrático von Kritiker Uribe boykottierte das Votum. Auch auf eine weitere Volksabstimmung wurde verzichtet. Damit wurden die 5800 FARC-Rebellen aufgefordert, noch im Jahr 2016 mit der Abgabe ihrer Waffen zu beginnen, während Friedenstruppen der Vereinten Nationen den Prozess überwachen sollen.
Santos Nachfolger als Präsident wurde in einer Stichwahl am 17. Juni 2018 bestimmt. Dabei gewann der konservative Kandidat Iván Duque erstmals gegen einen Vertreter der Linken, Gustavo Petro, in einer Stichwahl. Duque gewann die Wahl mit knapp 54 %.

## Mitglied von The Elders
Juan Manuel Santos ist seit 2019 Mitglied des Zusammenschlusses von herausragenden ehemaligen Staatsmännern und -frauen, Friedensaktivisten, Menschenrechtlern sowie prominenten Intellektuellen The Elders, der 2007 von Nelson Mandela auf Initiative von Peter Gabriel und Richard Branson gegründet wurde. Ziel der Gruppe ist es, die Erfahrung, die Beziehungen und den öffentlichen Einfluss der Mitglieder zur Lösung globaler Probleme einzusetzen. Seit 2024 ist Santos der Vorsitzende der Elders.